# Sean Burke
Sean Burke (* 29. leden 1967, Windsor, Ontario) je bývalý kanadský profesionální hokejový brankář.

## Hráčská kariéra
Byl draftován New Jersey Devils ve druhém kole vstupního draftu do NHL v roce 1985. Pozornost v Kanadě si získal svoji hrou za národní tým. Pomohl kanadskému juniorskému týmu ke stříbrné medaili na mistrovství světa juniorů v roce 1986 a čtvrtému místu seniorskému týmu mužů na olympijských hrách v Calgary v roce 1988.
Z olympiády odešel Burke k týmu Devils. V sezóně NHL 1987–88 odehrál za Devils 11 zápasů, včetně vítězství v nastaveném čase nad Chicago Blackhawks v posledním zápase sezóny, které Devils zajistilo účast v prvním kole playoff.
Pod přezdívkou "nováčkovská senzace" pomohl Burke Devils v postupu v playoff. V prvním kole vyřadili v šesti zápasech vítěze divize New York Islanders a poté v sedmi zápasech Washington Capitals. Burke byl jeden zápas od finále Stanley Cupu, ale v sedmém zápase finále Walesovy konference prohráli s Boston Bruins.
Burkeova hra byla vysoce ceněna. The Hockey Digest prohlásil, že "Burke je nyní pro Devils frančízou, a je jedno k jakým výšinám vystoupá, Devils budou stoupat s ním" a v prosinci 1988 se stal Burke prvním hráčem Devils, který se objevil na obálce The Hockey Digest.
Protože v sezóně 1987–88 odehrál v základní části pouze 11 zápasů, mohl být v následující sezóně stále považován za nováčka. V další sezóně byl vybrán na zápas hvězd NHL a stal se tak prvním nováčkem mezi brankáři, který kdy zápas hvězd hrál.
V sezóně 1990–91 hrál Burke za Devils, ale 28. srpna 1992 byl vytrejdován za Bobbyho Holíka, výběr v druhém kole draftu v roce 1993 (Jay Pandolfo) a budoucí úplatu do Hartford Whalers. Hrál tam (a s přemístěným týmem Whalers, Carolina Hurricanes) šest sezón. V letech 93–97 byl vyhlášen nejužitečnějším hráčem Whalers. Burke hrál poté v různých týmech, včetně Philadelphia Flyers, Vancouver Canucks a Florida Panthers. Pak podepsal smlouvu s Phoenix Coyotes a odehrál tam pět sezón, přičemž v sezóně 2001–02 byl finalistou boje o Vezinovu trofej. Poté hrál Burke ve Philadelphia Flyers (podruhé), kde zaznamenal své 300. vítězství v kariéře (stal se dvacátým gólmanem, který této mety dosáhl), a v Tampa Bay Lightning. V únoru 1998 musel Burke obhajovat svoji nevinu za bití své ženy 2. listopadu a bylo mu nařízeno podstoupit během následujících šesti měsíců program proti domácímu násilí a zaplatit pokutu 200 USD. Následujících 18 měsíců byl Burke v podmínce. Krátce nato byl vytrejdován do Vancouver Canucks.
Před sezónou NHL 2006–07 byl Burke umístěn na seznam volných hráčů týmu Tampa Bay, ale nebyl vybrán. Poté hrál na farmě Lighting v týmu Springfield Falcons v Americké hokejové lize. Nicméně s Falcons se mu nedařilo a o svoji pozici v týmu přišel ve prospěch Karri Rama. Pak ho Lighting umístila na seznam volných hráčů a byl vybrán Los Angeles Kings.
Dne 18. září 2007 oznámil oficiálně svůj odchod do důchodu. 4. března 2008 najali Phoenix Coyotes Burkeho jako ředitele rozvoje.

## Mezinárodní zápasy
Na zimních olympijských hrách v roce 1988 a 1992 odehrál Burke za kanadský národní tým 11 zápasů. Za další kanadské výběry odehrál 130 zápasů v letech 1985–1992.

## Zajímavosti
- Přihrál na první gól Joe Sakica v NHL 8. října 1988

## Ocenění a úspěchy
- 1991 MS – All-Star Tým
- 2003 MS – All-Star Tým
- 2003 MS – Nejnižší průměr inkasovaných branek
- 2003 MS – Nejlepší brankář

## Prvenství
- Debut v NHL - 2. března 1988 (New Jersey Devils proti Washington Capitals)
- První inkasovaný gól v NHL - 2. března 1988 (New Jersey Devils proti Washington Capitals, kanadským útočníkem Mike Gartner)
- První čisté konto v NHL - 29. března 1988 (New Jersey Devils proti Pittsburgh Penguins)

## Statistiky

### Základní části
| Sezona       | Tým                   | Liga         | Z   | V   | P   | R   | Pvp | MIN    | OG    | ČK | POG  | %ChS |
| ------------ | --------------------- | ------------ | --- | --- | --- | --- | --- | ------ | ----- | -- | ---- | ---- |
| 1983–84      | St. Michael's Buzzers | MetJHL       | 25  | —   | —   | —   | —   | 1482   | 120   | 0  | 4.86 | —    |
| 1984–85      | Toronto Marlboros     | OHL          | 49  | 25  | 21  | 3   | —   | 2987   | 211   | 0  | 4.24 | —    |
| 1985–86      | Toronto Marlboros     | OHL          | 47  | 16  | 27  | 3   | —   | 2840   | 233   | 0  | 4.92 | .862 |
| 1986–87      | Tým Kanada            | Mez.         | 42  | 27  | 13  | 2   | —   | 2550   | 130   | 0  | 3.05 | —    |
| 1987–88      | Tým Kanada            | Mez.         | 37  | 19  | 9   | 2   | —   | 1962   | 92    | 1  | 2.81 | —    |
| 1987–88      | New Jersey Devils     | NHL          | 13  | 10  | 1   | 0   | —   | 688    | 35    | 1  | 3.05 | .883 |
| 1988–89      | New Jersey Devils     | NHL          | 62  | 22  | 31  | 9   | —   | 3590   | 230   | 3  | 3.84 | .873 |
| 1989–90      | New Jersey Devils     | NHL          | 52  | 22  | 22  | 6   | —   | 2914   | 175   | 0  | 3.60 | .880 |
| 1990–91      | New Jersey Devils     | NHL          | 35  | 8   | 12  | 8   | —   | 1870   | 112   | 0  | 3.59 | .872 |
| 1991–92      | Canada                | Mez.         | 31  | 18  | 6   | 4   | —   | 1721   | 75    | 1  | 2.61 | —    |
| 1991–92      | San Diego Gulls       | IHL          | 7   | 4   | 2   | 1   | —   | 424    | 17    | 0  | 2.41 | —    |
| 1992–93      | Hartford Whalers      | NHL          | 50  | 16  | 27  | 3   | —   | 2656   | 184   | 0  | 4.16 | .876 |
| 1993–94      | Hartford Whalers      | NHL          | 47  | 17  | 24  | 5   | —   | 2750   | 137   | 2  | 2.99 | .906 |
| 1994–95      | Hartford Whalers      | NHL          | 42  | 17  | 19  | 4   | —   | 2418   | 108   | 0  | 2.68 | .912 |
| 1995–96      | Hartford Whalers      | NHL          | 66  | 28  | 28  | 6   | —   | 3669   | 190   | 4  | 3.11 | .907 |
| 1996–97      | Hartford Whalers      | NHL          | 51  | 22  | 22  | 6   | —   | 2985   | 134   | 4  | 2.69 | .914 |
| 1997–98      | Carolina Hurricanes   | NHL          | 25  | 7   | 11  | 5   | —   | 1415   | 66    | 1  | 2.80 | .899 |
| 1997–98      | Vancouver Canucks     | NHL          | 16  | 2   | 9   | 4   | —   | 838    | 49    | 0  | 3.51 | .876 |
| 1997–98      | Philadelphia Flyers   | NHL          | 11  | 7   | 3   | 0   | —   | 632    | 27    | 1  | 2.56 | .913 |
| 1998–99      | Florida Panthers      | NHL          | 59  | 21  | 24  | 14  | —   | 3402   | 151   | 3  | 2.66 | .907 |
| 1999–00      | Florida Panthers      | NHL          | 7   | 2   | 5   | 0   | —   | 418    | 18    | 0  | 2.58 | .913 |
| 1999–00      | Phoenix Coyotes       | NHL          | 35  | 17  | 14  | 3   | —   | 2074   | 88    | 3  | 2.55 | .914 |
| 2000–01      | Phoenix Coyotes       | NHL          | 62  | 25  | 22  | 13  | —   | 3644   | 138   | 4  | 2.27 | .922 |
| 2001–02      | Phoenix Coyotes       | NHL          | 60  | 33  | 21  | 6   | —   | 3587   | 137   | 5  | 2.29 | .920 |
| 2002–03      | Phoenix Coyotes       | NHL          | 22  | 12  | 6   | 2   | —   | 1248   | 44    | 2  | 2.11 | .930 |
| 2003–04      | Phoenix Coyotes       | NHL          | 32  | 10  | 15  | 5   | —   | 1795   | 84    | 1  | 2.81 | .908 |
| 2003–04      | Philadelphia Flyers   | NHL          | 15  | 6   | 5   | 2   | —   | 825    | 35    | 1  | 2.55 | .910 |
| 2005–06      | Tampa Bay Lightning   | NHL          | 35  | 14  | 10  | —   | 4   | 1713   | 80    | 2  | 2.80 | .895 |
| 2006–07      | Springfield Falcons   | AHL          | 7   | 2   | 5   | —   | 0   | 345    | 26    | 0  | 4.52 | .856 |
| 2006–07      | Los Angeles Kings     | NHL          | 23  | 6   | 10  | —   | 5   | 1310   | 68    | 1  | 3.11 | .901 |
| Celkem v NHL | Celkem v NHL          | Celkem v NHL | 820 | 324 | 341 | 101 | 9   | 46,440 | 2,290 | 38 | 2.96 | .902 |

### Play-off
| Sezona       | Tým                 | Liga         | Z  | V  | P  | MIN   | OG  | ČK | POG  | %ChS |
| ------------ | ------------------- | ------------ | -- | -- | -- | ----- | --- | -- | ---- | ---- |
| 1984–85      | Toronto Marlboros   | OHL          | 5  | 1  | 3  | 266   | 25  | 0  | 5.64 | —    |
| 1985–86      | Toronto Marlboros   | OHL          | 4  | 0  | 4  | 238   | 24  | 0  | 6.05 | —    |
| 1987–88      | New Jersey Devils   | NHL          | 17 | 9  | 8  | 999   | 57  | 1  | 3.42 | .889 |
| 1989–90      | New Jersey Devils   | NHL          | 2  | 0  | 2  | 125   | 8   | 0  | 3.84 | .860 |
| 1991–92      | San Diego Gulls     | IHL          | 3  | 0  | 3  | 160   | 13  | 0  | 4.88 | —    |
| 1997–98      | Philadelphia Flyers | NHL          | 5  | 1  | 4  | 283   | 17  | 0  | 3.60 | .860 |
| 1999–00      | Phoenix Coyotes     | NHL          | 5  | 1  | 4  | 296   | 16  | 0  | 3.24 | .904 |
| 2001–02      | Phoenix Coyotes     | NHL          | 5  | 1  | 4  | 297   | 13  | 0  | 2.63 | .902 |
| 2003–04      | Philadelphia Flyers | NHL          | 1  | 0  | 0  | 40    | 1   | 0  | 1.50 | .889 |
| 2005–06      | Tampa Bay Lightning | NHL          | 3  | 0  | 1  | 109   | 7   | 0  | 3.85 | .877 |
| Celkem v NHL | Celkem v NHL        | Celkem v NHL | 38 | 12 | 23 | 2,149 | 119 | 1  | 3.32 | .888 |

### Reprezentace
| Rok                       | Tým                       | Soutěž                    | Z  | V | P | R | MIN  | OG  | ČK | POG  | %ChS |
| ------------------------- | ------------------------- | ------------------------- | -- | - | - | - | ---- | --- | -- | ---- | ---- |
| 1986                      | Kanada 20                 | MSJ                       | 2  | 1 | 1 | 0 | 120  | 7   | 0  | 3.50 | —    |
| 1987                      | Kanada                    | MS                        | 5  | 2 | 2 | 1 | 300  | 12  | 0  | 2.40 | —    |
| 1988                      | Kanada                    | OH                        | 4  | 1 | 2 | 1 | 238  | 12  | 0  | 3.02 | —    |
| 1989                      | Kanada                    | MS                        | 5  | — | — | — | 275  | 10  | 1  | 2.18 | —    |
| 1991                      | Kanada                    | MS                        | 8  | 5 | 1 | 2 | 479  | 21  | 0  | 2.63 | —    |
| 1992                      | Kanada                    | OH                        | 7  | 5 | 2 | 0 | 429  | 17  | 0  | 2.37 | —    |
| 1997                      | Kanada                    | MS                        | 11 | 7 | 1 | 3 | 608  | 22  | 3  | 2.17 | .924 |
| 2003                      | Kanada                    | MS                        | 6  | — | — | — | 329  | 7   | 1  | 1.28 | .955 |
| Juniorská kariéra celkově | Juniorská kariéra celkově | Juniorská kariéra celkově | 2  | 1 | 1 | 0 | 120  | 7   | 0  | 3.50 | —    |
| Seniorská kariéra celkově | Seniorská kariéra celkově | Seniorská kariéra celkově | 46 | — | — | — | 2658 | 101 | 5  | 2.28 | —    |